# پیتر تاونسند
پیتر وولریج تاونسند (انگلیسی: Peter Wooldridge Townsend؛ ۲۲ نوامبر ۱۹۱۴ – ۱۹ ژوئن ۱۹۹۵) نظامی اهل بریتانیا بود. تاونسند به دلیل رابطه عاشقانه ناکامش با شاهدخت مارگارت شناخته شده‌است.
تاونسند همچنین مفتخر به دریافت نشان‌هایی چون نشان سلطنتی ویکتوریایی و مدال صلیب پرواز ممتاز شده‌است.